# Ministère des Terres libérées de l'ennemi
Le ministère des Terres libérées de l'ennemi (en italien : Ministero per le terre liberate dal nemico) était un ministère du gouvernement italien du royaume d'Italie, chargé d'une fonction éphémère responsable des terres conquises contre l'Autriche-Hongrie pendant et après la Première Guerre mondiale. Il a été supprimé le 1er mars 1923.
Les terres libérées sont les provinces de Vénétie et du Frioul, occupées par les Autrichiens ou qui se trouvaient sur la ligne de front pendant la Première Guerre mondiale, ainsi que les territoires annexés par la conférence de la paix de Paris et le traité de Saint-Germain-en-Laye, à savoir le Trentin-Haut-Adige et certains territoires voisins, la Vénétie julienne et certaines parties de la province d'Udine, la ville de Zadar et les îles de Lastovo, Sušac et Palagruža en Dalmatie.

## Compétences
Afin de coordonner les différentes interventions dans les zones touchées par la guerre, le 19 janvier 1919, le ministère de la Reconstruction des terres libérées de l'ennemi est créé, avec un siège à Trévise à la Villa Manfrin detta Margherita (it), par le gouvernement Orlando avec le décret royal 41/1919, en remplacement du Haut Commissariat aux réfugiés de guerre.
Il avait pour tâche de diriger et de coordonner les activités de toutes les administrations publiques des territoires annexés à l'Italie après la Première Guerre mondiale en ce qui concerne la reconstruction du système économique et productif. Il est également chargé de résoudre le problème des 630 000 réfugiés de guerre qui ont émigré des zones touchées par le conflit, en leur fournissant une aide économique et un logement de fortune dans des pavillons Docker. Cette activité, à partir du 1er août 1920, a été confiée aux Congrégations de la Charité et aux institutions charitables territoriales.
Il sera par la suite l'organisme chargé de l'indemnisation des dommages de guerre subis par les citoyens des territoires acquis et de la reconstruction/réparation des ouvrages publics. En outre, elle prévoit le transfert et le placement de fonctionnaires et d'agents de l'État provenant d'autres régions d'Italie (ou rappelés à l'ordre) dans les organismes publics constitutifs des territoires conquis, souffrant d'une pénurie de personnel technico-administratif. Enfin, il s'agissait d'introduire l'usage de la langue italienne dans la rédaction et l'édition de tous les actes publics.
Le ministère des Terres libérées de l'ennemi a été supprimé par le décret royal n° 391 du 25 février 1923, publié dans la Gazzetta du 1er mars, et ses fonctions ont été dévolues aux administrations compétentes.

## Liste des ministres des Terres libérées de l'ennemi
- Voir la liste des ministres italiens des Terres libérées de l'ennemi.

## Source
- (it) Cet article est partiellement ou en totalité issu de l’article de Wikipédia en italien intitulé « Ministero per le terre liberate dal nemico » (voir la liste des auteurs).